# Cesare Valinasso
Cesare Valinasso (Turín, Provincia de Turín, Italia, 27 de noviembre de 1909 - Turín, Provincia de Turín, Italia, 4 de abril de 1990) fue un futbolista italiano. Se desempeñaba en la posición de guardameta.

## Clubes
| Club            | País   | Año         |
| --------------- | ------ | ----------- |
| Reggina Calcio  | Italia | 1928 - 1929 |
| A. C. Novellara | Italia | 1930 - 1931 |
| A. S. Biellese  | Italia | 1931 - 1933 |
| Juventus F. C.  | Italia | 1933 - 1936 |
| A. S. Roma      | Italia | 1936 - 1938 |
| Unione Venezia  | Italia | 1938 - 1939 |
| Santhià         | Italia | 1940 - 1941 |
| A. S. Biellese  | Italia | 1941 - 1942 |

## Palmarés

### Campeonatos nacionales
| Título  | Club           | País   | Año     |
| ------- | -------------- | ------ | ------- |
| Serie A | Juventus F. C. | Italia | 1933-34 |
| Serie A | Juventus F. C. | Italia | 1934-35 |